# Дос Сантос Батиста, Джеферсон Дуглас
Джеферсон Дуглас дос Сантос Батиста (порт. Jeferson Douglas dos Santos Batista; 13 февраля 1989, Белу-Оризонти, Бразилия) — бразильский футболист, полузащитник.

## Биография
Начал профессиональную карьеру в «Атлетико Минейро» из его родного города Белу-Оризонти. Выступал в основном за вторую команду. Затем играл на правах аренды за клубы КРБ и «Демократа». В 2010 году перешёл в «Интернасьонал», где выступал за вторую команду.
В январе 2011 года прибыл на просмотр в симферопольскую «Таврию». Джеферсон хорошо проявил себя на сборах и главный тренер «Таврии» Валерий Петров был готов подписать с ним контракт. В итоге с ним контракт не был заключён, по ряду причин. Джеферсон нарушал спортивный режим, у него также оказалось несколько агентов и по одним документам он принадлежал «Атлетико Минейро», а по другим — «Интернасьоналю», также были документы по которым он являлся свободным агентом.
В марте 2011 года подписал долгосрочный контракт с запорожским «Металлургом». Тогда в команде было больше количество бразильских игроков — Андерсон Рибейро, Жуниор, Матеус, Фабиано и Штефанелло. В Премьер-лиге Украины дебютировал 3 апреля 2011 года в выездном матче против харьковского «Металлиста» (3:0), Джеферсон вышел на 61 минуте вместо Фабио. 14 мая 2011 года в матче молодёжного первенства Украины против «Севастополя» (2:1), Джеферсон забил первый гол в матче на 15 минуте в ворота Игоря Литовки, ударом со штрафного. На следующий день провёл свою вторую и последнюю игру в Премьер-лиге против «Севастополя» (2:1).
По итогам сезона 2010/11 «Металлург» занял последнее 16 место и вылетел в Первую лигу Украины. Джеферсон провёл 2 матча в Премьер-лиге, в молодёжном первенстве сыграл 5 матчей и забил 1 гол. В следующем сезоне в Первой лиге провёл 3 матча и забил 2 гола, в ворота «Львова» и бурштынского «Энергетика». В Кубке Украины провёл 1 матч, против полтавской «Ворсклы», Джеферсон отыграл 3 минуты. Встреча закончилась победой «Металлурга» (3:0). В начале 2012 года покинул «Металлург».